# Jordskælvet i Nord- og Vestjylland 2010
56°54′N 7°35′Ø / 56.900°N 7.583°Ø
Jordskælvet i Nord- og Vestjylland 2010 var et jordskælv, der fandt sted 19. februar 2010 kl. 22.09 lokal tid. Skælvet havde en styrke på 4,7 på Richterskalaen og havde sit epicenter i den østlige del af Nordsøen, 45 km nordvest for Thyborøn og 67 km vest for Thisted.
Det var det kraftigste jordskælv i Danmark siden jordskælvet i Sydskandinavien 2008. Dette skælv målte også 4,7 på Richterskalaen.[kilde mangler]